# Hrvatski konjički savez
Hrvatski konjički savez (kratica: HKS), hrvatski je nacionalni športski savez za konjički šport. Sjedište mu se nalazi u Zagrebu, Trg Krešimira Ćosića 11.
Utemeljen je radi promicanja i obavljanja športskih djelatnosti te ostvarivanja inih zajedničkih interesa, posebice osobito radi sudjelovanja u športskim natjecanjima u kojem konjički klubovi i konjički športski savezi županija i ini nositelji športskih djelatnosti olimpijskih konjičkih disciplina i ostalih konjičkih disciplina koje priznaje Međunarodna konjička federacija (FEI) (preponsko jahanje, dresurno jahanje, daljinsko jahanje, zaprežni sport, military i parakonjaništvo), ostvaruju svoje potrebe i interese, te koji u zemlji i u inozemstvu predstavlja sve subjekte i aktivnosti u području olimpijskih i ostalih FEI priznatih konjičkih športova pred odgovarajućim športskim udrugama. (iz statuta HKS). Trkaći sportovi su organizirani kroz Hrvatski galopski savez (galopski sport) i Hrvatski kasački savez (kasački sport).
Neprofitna je pravna osoba. Član je Međunarodne konjičke federacije (FEI), pred kojom predstavlja konjički šport u Hrvatskoj. Član je Hrvatskog olimpijskog odbora.
Jedan od ciljeva ovog saveza je poticati i promicati konjički šport, konjičke športske aktivnosti, konjička natjecanja i aktivnosti uzgoja športskih pasmina konja, rekreativno i turističko jahanje, športsku obuku, športsko izdavaštvo, kao i sve druge aktivnosti koje su na dobrobit konjičkog športa. (iz statuta HKS)
HKS ima odbore za preponsko jahanje  Arhivirana inačica izvorne stranice od 18. travnja 2016. (Wayback Machine), dresurno jahanje  Arhivirana inačica izvorne stranice od 18. travnja 2016. (Wayback Machine), vožnju zaprega  Arhivirana inačica izvorne stranice od 6. ožujka 2016. (Wayback Machine), daljinsko jahanje  Arhivirana inačica izvorne stranice od 18. travnja 2016. (Wayback Machine).
Član uprave HKS-a je 1940. – 1942. i 1946. – 1949. bio poznati hrvatski veterinar i kinolog Ratimir Orban.